# Marian Wantoła
Marian Wantoła (2 de febrero de 1926 en Bielsko - 1 de enero de 2013 en Wilkowice) fue un dibujante polaco, creador de cine de animación.

## Biografía
En 1951 obtuvo un puesto como artista gráfico para la Zespole Filmowym Śląsk (Sociedad Cinematográfica Silesia, actualmente Studio Miniatur Filmowych) en Bielsko-Biała. Fue el primer animador en Polonia en términos de antigüedad.

## Dibujos animados
- 1997-1998 – Między nami bocianami
- 1995-1997 – Sceny z życia smoków
- 1995-1996 – Karrypel kontra Groszki
- 1993-1994 – Bajki Pana Bałagana
- 1981-1993 – Lis Leon
- 1989-1991 – Cywilizacja
- 1967-1990 – Reksio
- 1990 – Podróże do bajek
- 1988-1990 – Podróże kapitana Klipera
- 1989 – Komar i orkiestra
- 1988 – Animalki
- 1988 – O raku łobuziaku
- 1987 – Dwunasta zero zero
- 1971-1986 – Bolek i Lolek
- 1986 – Kosmiczne przygody profesorka Nerwosolka
- 1984 – Marceli Szpak dziwi się światu
- 1984 – Muzykalny Słoń
- 1983 – Przygody Błękitnego Rycerzyka
- 1980 – Kapitan Pyk-Pyk
- 1978 – Decyzja
- 1975-1976 – Przygody Myszki
- 1970 – Pan wie kim ja jestem
- 1967 – Robocik
- 1965 – A... B... C...
- 1964 – Gwiazdka

## Actuaciones
- 1986 – Czym skorupka za młodu